# Jacinto Guerrero Torres
 Jacinto Guerrero Torres (* 6. September 1934 in Arandas, Jalisco; † 27. Dezember 2006 in Puebla) war ein mexikanischer Geistlicher und römisch-katholischer Bischof von Tlaxcala.

## Leben
Jacinto Guerrero Torres empfing am 3. Mai 1964 die Priesterweihe.
Am 5. Dezember 1990 wurde er von Papst Johannes Paul II. zum Koadjutorbischof von Tlaxcala ernannt. Der Papst persönlich spendete ihm am 6. Januar des nächsten Jahres im Petersdom die Bischofsweihe; Mitkonsekratoren waren Giovanni Battista Re, Substitut des Staatssekretariates des Heiligen Stuhls und Justin Francis Rigali, Sekretär der Kongregation für die Bischöfe und des Kardinalskollegiums.
Mit der Emeritierung von Luis Munive Escobar am 10. Februar 2001 folgte er diesem als Bischof von Tlaxcala nach.
Im Alter von 72 Jahren starb er am 27. Dezember 2006.